# Пыжикова, Наталья Ивановна
Наталья Ивановна Пыжикова (род. 27 апреля 1966, Балахта, Красноярский край) — российский экономист, доктор экономических наук, профессор, ректор Красноярского государственного аграрного университета.

## Биография
Родилась 27 апреля 1966 г. в поселке Балахта Балахтинского района Красноярского края. В 1988 г. окончила экономический факультет Красноярского сельскохозяйственного института, где и осталась работать. По линии этого вуза была отправлена на стажировку в Московскую сельскохозяйственную академию им. К. А. Тимирязева, затем поступила в очную аспирантуру этого вуза, по окончании которой в 1995 г. защитила кандидатскую диссертацию на тему: «Экономико-статистический анализ и пути совершенствования кормовой базы молочного скотоводства».
В 1995—2006 годах работала преподавателем в Красноярском государственном аграрном университете. В 1997 году стала заведующей кафедрой «Экономический анализ и статистика» этого вуза, а в 2002 году назначена на должность директора института повышения квалификации и переподготовки КрасГАУ.
В 2006 году поступила на государственную службу, став начальником отдела экономических программ и прогноза в департаменте сельскохозяйственной и продовольственной политики администрации Красноярского края. В 2008—2014 годах являлась заместителем министра сельского хозяйства и продовольственной политики Красноярского края. Одновременно по совместительству преподавала в КрасГАУ, занималась научной деятельностью, опубликовав за этот период более 30 научных работ.
В 2010 году защитила в Новосибирске докторскую диссертацию на тему «Развитие рынка зерна и зернопродуктов региона (теория, методология, практика)», а в 2012 году получила учёное звание профессора.
С октября 2014 года — и. о. ректора, с февраля 2015 года — ректор Красноярского государственного аграрного университета.

## Научная деятельность
Направления научно-исследовательской деятельности Н. И. Пыжиковой — анализ и разработка направлений развития агропромышленного комплекса. По состоянию на 2019 год является членом рабочей группы по разработке региональной технологической платформы «Продовольственная безопасность Сибири». Руководит аспирантами: пятеро из них успешно защитили кандидатские диссертации. Входит в состав диссертационного совета при Новосибирском государственном аграрном университете по специальности «08.00.05 Экономика и управление народным хозяйством — Экономические науки».
В 2017 году выступила руководителем проекта по проведению в Красноярске Международной научной конференции «Технологии развития социальных, экономических и логистических процессов Арктической зоны России: история и современность». Руководила коллективами, выигравшим в 2015—2016 годах гранты по темам: «Организационно-экономический механизм обеспечения импортозамещения и продовольственной безопасности Красноярского края» и «Формирование кадрового потенциала сельского хозяйства Красноярского края».

### Публикации
Пыжикова лично и в соавторстве опубликовала более 170 научных работ, в том числе 13 монографий, 50 статей, 13 докладов на конференциях, а также несколько учебных пособий. По состоянию на март 2019 года, по данным научной библиотеки eLIBRARY.ru, на публикации с её участием было сделано 245 ссылок, по состоянию на июнь 2019 г. число цитирований составило 275, а на август 2020 года — 516.

#### Монографии
- Развитие мясопродуктового подкомплекса (теоретический аспект). Пыжикова Н. И., Сибирина Т. Ф., Полубояринова А. Н., Титова Е. В., Солохина Е. Ю., Замятина Л. С., Шварцкопф Н. В., Машнева А. Е. Коллективная монография / Ачинск, 2016.
- Методология и методика оценки параметров продовольственной безопасности. Пыжикова Н. И., Титова Е. В., Иванов А. А. Коллективная монография / Ачинск, 2016.
- Методика определения нерациональных бизнес-процессов в отрасли. Пыжикова Н. И., Титова Е. В. Коллективная монография / 2016.
- Повышение эффективности производства, переработки и реализации продукции мясопродуктового подкомплекса на основе создания интегрированного формирования (кооператива). Пыжикова Н. И., Сибирина Т. Ф., Полубояринова А. Н., Титова Е. В. Ачинск, 2016.
- Государственная поддержка сельского хозяйства как фактор повышения конкурентоспособности апк в условиях ВТО. Сладкова Т. В., Пыжикова Н. И. Т. В. Сладкова, Н. И. Пыжикова; Сибирский федеральный университет, Институт экономики, управления и природопользования. Красноярск, 2016.
- Повышение эффективности производства молока в регионе с учётом государственной поддержки. Овсянко А. В., Пыжикова Н. И., Овсянко Л. А. Министерство сельского хозяйства Российской Федерации; Красноярский государственный аграрный университет. Красноярск, 2015.
- Инструменты снижения рисков инновационной деятельности предприятий пищевой промышленности. Пыжикова Н. И., Титова Е. В. монография / Н. И. Пыжикова, Е. В. Титова ; М-во сельского хоз-ва Российской Федерации, Красноярский гос. аграрный ун-т. Красноярск, 2010.
- Повышение эффективности рационального землепользования в крестьянских (фермерских) и личных подсобных хозяйствах. Самохвалова А. А. монография / А. А. Самохвалова, Н. И. Пыжикова, А. А. Михальченко; под ред. А. К. Михальченко. Новосибирск, 2009.
- Обоснование резервов повышения эффективности производства и реализации зерна с использованием инструментальных средств. Пыжикова Н. И., Гаврилкова Н. Ю. Н. И. Пыжикова, Н. Ю. Гаврилкова ; М-во сельского хоз-ва Российской Федерации, Красноярский гос. аграрный ун-т. Красноярск, 2008.
- Организационно-экономические основы развития рынка зерна и зернопродуктов региона. Пыжикова Н. И. Н. И. Пыжикова ; М-во сельского хоз-ва Российской Федерации, Красноярский гос. аграрный ун-т. Красноярск, 2010.
- Прогнозирование устойчивого развития агроэкономических систем в условиях неопределенности [с использованием интеллектуальных нейронных сетей]. Калягина Л. В., Пыжикова Н. И.. — Красноярск: изд-во Краснояр. гос. аграр. ун-та, 2011.-215,[1] с.: ил., табл.-библиогр.: с. 174—185
- Выбор механизма стратегического управления развитием инновационного потенциала и инновационной активности предприятий агропромышленного комплекса красноярского края. Пыжикова Н. И., Карявкина В. Г. Н. И. Пыжикова, В. Г. Карявкина ; М-во сельского хоз-ва Российской Федерации, Красноярский гос. аграрный ун-т. Красноярск, 2012.

#### Статьи в журналах
- Агрообразовательный кластер как составляющая продовольственного рынка / Пыжикова Н. И., Пыханова Е. В., Паршуков Д. В., Власова Е. Ю. // Международный сельскохозяйственный журнал. 2018. № 1 (361). С. 43-47.
- Анализ развития отрасли сельского хозяйства в районах крайнего севера красноярского края / Пыжикова Н. И., Власов В. В. // Международный сельскохозяйственный журнал. 2018. № 3 (363). С. 61-64.
- Направления реализации экоцентричного подхода при оценке качества агроценозов Красноярской агломерации / Лесовская М. И., Пыжикова Н. И., Шапорова З. Е. // Инновационное развитие экономики. 2018. № 5 (47). С. 73-83.
- The development of quality milk and dairy products market with the consideration of state support / Pyzhikova N.I., Ovsyanko L.A., Kovalenko E.I., Vlasova E.Y., Proskuryakov M.S. // Journal of Applied Economic Sciences. 2018. Т. 13. № 3 (57). С. 813—822.
- Обзор материалов «круглого стола» журналов «государство и право» и «правовая политика и правовая жизнь» на тему «Государственная аграрно-правовая политика в современной России» / Малько А. В., Кроткова Н. В., Навальный С. В., Нестерова Н. М., Пыжикова Н. И., Власов В. А., Григорьева М. В. // Государство и право. 2017. № 6. С. 114—121.
- Научные подходы к формированию механизма устойчивого развития сельских территорий северной зоны Красноярского края / Паршуков Д. В., Пыжикова Н. И., Ходос Д. В. // Достижения науки и техники АПК. 2017. Т. 31. № 8. С. 85-89.
- Государственная инвестиционная деятельность в сельскохозяйственном производстве / Пыжикова Н. И. // Вестник Казанского государственного аграрного университета. 2017. № 4. С. 11.
- Эффективность государственной поддержки крестьянских (фермерских) хозяйств в апк Красноярского края / Пыжикова Н. И., Лебедева Т. С. // Вестник Новосибирского государственного аграрного университета. 2017. № 2 (43). С. 166—174
- Monitoring and evaluation of food security in the Russian Federation / Parshukov D.V., Khodos D.V., Pyzhikova N.I., Pyhanova E.V., Vlasova E.Y. // International Journal of Applied Business and Economic Research. 2017. Т. 15. № 8. С. 195—207.
- Evaluation and forecast of demand for labor force of the agrarian sector of economy (regional aspect) / Паршуков Д. В., Пыжикова Н. И., Ходос Д. В., Власова Е. Ю. // Journal of Advanced Research in Law and Economics. 2017. Т. 7. № 7. С. 1812.
- Формирование стратегического подхода в организации АПК / Пыжикова Н. И., Титова Е. В. // Эпоха науки. 2017. № 11. С. 63-67.
- Development of the russian economy’s agricultural sector in 2015—2016 / Koptseva N.P., Kirko V.I., Nevzorov V.N., Pyzhikova N.I., Khodos D.V. // SGEM International Multidisciplinary Scientific Conference on Social sciences and Arts. 2017. № 1-4. С. 221—228.
- Оценка эффективности субсидий в молочное скотоводство Красноярского края / Пыжикова Н. И., Овсянко Л. А., Коваленко Е. И. // Сибирский вестник сельскохозяйственной науки. 2016. № 3 (250). С. 102—108.
- Государственная аграрная политика: понятие и пути реализации / Навальный С. В., Пыжикова Н. И. // Правовая политика и правовая жизнь. 2016. № 2. С. 78-83.
- Инструменты государственной поддержки агропромышленного комплекса, применяемые Россией / Сладкова Т. В., Пыжикова Н. И. // Экономика и предпринимательство. 2016. № 3-2 (68). С. 408—413.
- Эффективность развития мясной отрасли в Красноярском крае/Титова Е.В, Пыжикова Н.И, Солохина Е. Ю. // Экономика и предпринимательство. 2016. № 4. С. 413.
- Методика разработки стратегии развития мясопродуктового подкомплекса / Пыжикова Н. И., Титова Е. В., Шварцкопф Н. В. // Экономика и предпринимательство. 2016. № 4-2 (69). С. 1044—1047.
- Государственное регулирование рынка мясного сырья / Пыжикова Н. И., Титова Е. В. // Экономика и предпринимательство. 2016. № 7 (72). С. 556—558.
- Организационно-экономический механизм продовольственного обеспечения региона: методолческий аспект / Пыжикова Н. И., Иванов С. Г., Паршуков Д. В., Ходос Д. В. // Международные научные исследования. 2016. № 2 (27). С. 21-24.
- Prospects of the milk production development in the region / Pyzhikova N.I., Ovsyanko A.V., Ovsyanko L.A., Kovalenko E.I., Vlasova E.Y. // Journal of Internet Banking and Commerce. 2016. Т. 21. № S6.
- Evaluation and forecast of demand for labor force of the agrarian sector of economy (regional aspect) / Parshukov D.V., Khodos D.V., Pyzhikova N.I., Vlasova E.Y. // Journal of Advanced Research in Law and Economics. 2016. Т. 7. № 7. С. 1812—1821.
- Анализ степени и эффективности государственной поддержки агропромышленного комплекса россии как фактора конкурентоспособности отрасли / Сладкова Т. В., Пыжикова Н. И. // Конкурентоспособность в глобальном мире: экономика, наука, технологии. 2016. № 2 (14). С. 174—179.
- Интеграционный вектор развития аграрной науки, образования и производства / Пыжикова Н., Ходос Д., Власова Е. // Международный сельскохозяйственный журнал. 2015. № 5. С. 46-48.
- Подготовка кадров высшей квалификации: вчера и сегодня / Пыжикова Н. И., Бакшеева С. С., Калашникова Н. И. // Вестник Красноярского государственного аграрного университета. 2015. № 4 (103). С. 289—294.
- Определение параметров развития молочного скотоводства / Пыжикова Н. И., Овсянко А. В., Овсянко Л. А. // Экономика сельского хозяйства России. 2015. № 9. С. 78-82.
- Критерии эффективности деятельности предприятий в агропромышленном комплексе / Титова Е. В., Пыжикова Н. И., Козлов М. А. // Экономика и предпринимательство. 2015. № 12. С. 359.
- Методика идентификации рисков взаимодействия бизнес-процессов в агропромышленном комплексе / Пыжикова Н. И., Титова Е. В., Машнева А. Е. // Международные научные исследования. 2015. № 4 (25). С. 118—121.
- Базовые принципы государственной поддержки производства молока / Пыжикова Н. И., Овсянко А. В., Овсянко Л. А. // European Social Science Journal. 2015. № 8. С. 95-98.
- Экономический механизм расширенного воспроизводства предприятий агропромышленного комплекса (на материалах Красноярского края) / Пыжикова Н. И., Озерова М. Г. // Вестник АПК Ставрополья. 2015. № 2 (18). С. 284—286.
- Подготовка кадрового состава АПК в условиях санкций / Пыжикова Н. И., Чудинов О. О., Бакшеева С. С. // Вестник АПК Ставрополья. 2015. № 2 (18). С. 334—336.
- Tools for assessment of innovation potential of the business environment development in the region / Parshukov D.V., Khodos D.V., Pyzhikova N.I., Ivanovna K.E., Yuryevna V.E. // Biosciences Biotechnology Research Asia. 2015. Т. 12. № 3. С. 2983—2994.
- Development of the state support for agriculture in krasnoyarsk region / Pyzhikova N.I., Ovsyanko A.V., Ovsyanko L.A., Kavalenko E.I., Vlasova E.Y. // European Research Studies Journal. 2015. Т. 18. № 4. С. 293—306.
- Состояние и перспективы развития малого и среднего бизнеса в Красноярском крае / Пыжикова Н. И., Титова Е. В., Козлов М. А. // Эпоха науки. 2015. № 3. С. 1.

#### Прочие публикации
- Прогноз эффективности внедрения технологии рециклинга отходов животноводства на ЗАО АПХ «Агроярск» / Лесовская М. И., Шапорова З. Е., Пыжикова Н. И. // Роль аграрной науки в устойчивом развитии сельских территорий. Сборник III Всероссийской (национальной) научной конференции. Новосибирск, 2018. С. 1098—1102.
- Цифровизация сельского хозяйства: преимущества и проблемы / Пыжикова Н. И., Озерова М. Г. // Роль аграрной науки в устойчивом развитии сельских территорий. Сборник III Всероссийской (национальной) научной конференции. Новосибирск, 2018. С. 1138—1140.
- Достижения научно-педагогических работников красноярского гау в решении актуальных проблем селекции и семеноводства в сибирском регионе / Пыжикова Н. И. // Адаптивность сельскохозяйственных культур в экстремальных условиях Центрально- и Восточно-Азиатского макрорегиона. Материалы симпозиума с международным участием. Красноярск, 2018. С. 5-9.
- Формирование современных подходов к решению проблемы трудоустройства выпускников / Озерова М. Г., Пыжикова Н. И. // Наука и образование: опыт, проблемы, перспективы развития. Материалы международной научно-практической конференции. Красноярск, 2018. С. 130—131.
- Роль вузовской науки в реализации государственной аграрной политики / Пыжикова Н. И. // Государственная аграрно-правовая политика в современной России. Материалы круглого стола. Красноярск, 2017. С. 35-44.
- Основные тенденции развития отрасли животноводства в красноярском крае в 2010—2015 гг. / Пыжикова Н. И., Лебедева Т. С. // Проблемы современной аграрной науки. Материалы международной заочной научной конференции. Министерство сельского хозяйства Российской Федерации; ФГБОУ ВО «Красноярский государственный аграрный университет». Красноярск, 2016. С. 141—145.

## Общественная деятельность
С 2012 года является членом Общественного совета при Министерстве финансов Красноярского края. В 2019 году вошла в состав Совета по науке и высшему образованию при Губернаторе Красноярского края. Является членом Общественного совета при Управлении Росреестра по Красноярскому краю. С 2021 года — депутат Законодательного собрания Красноярского края от партии «Единая Россия». В краевом парламенте входит в состав комитетов: по образованию и науке; по делам села и агропромышленной политике.

## Награды
Неоднократно награждалась благодарственными письмами и почетными грамотами по линии Минсельхоза России, Губернатора и Законодательного собрания Красноярского края. В 2016 году удостоена звания «Почетный работник АПК России».